# Blaesoxipha hunteri
Blaesoxipha hunteri is een vliegensoort uit de familie van de dambordvliegen (Sarcophagidae). De wetenschappelijke naam van de soort is voor het eerst geldig gepubliceerd in 1898 door Hough.
De soort komt voor in Noord-Amerika. Larven van deze soort zijn aangetroffen als parasieten van de veldsprinkhanensoorten Opeia obscura, Phlibostroma quadrimaculatum en Eritettix simplex.